# Sperrerklärung
Eine Sperrerklärung ist die Erklärung einer Behörde, dass das Bekanntwerden bestimmter Akten oder Schriftstücke dem Wohl des Bundes oder eines Bundeslandes Nachteile bereiten würde.
Grundsätzlich führt der Grundsatz der Amtshilfepflicht nach Art. 35 Abs. 1 GG dazu, dass eine Behörde, deren Akten oder Erkenntnisse für ein laufendes Gerichtsverfahren von Bedeutung sind, verpflichtet ist, die Akten dem Gericht vorzulegen, beziehungsweise seine Kenntnisse auf Anfrage zu offenbaren. Für Fälle, in denen das Bekanntwerden dieser Informationen Nachteile für das Wohl des Staates haben könnte, wird durch die Sperrerklärung die Möglichkeit geschaffen, die entsprechenden Informationen gleichwohl geheim zu halten.

## Gesetzliche Regelungen
Geregelt ist die Sperrerklärung in § 96 StPO des deutschen Strafprozessrecht
als auch in § 99 VwGO im Verwaltungsrechtsweg, § 119 SGG, § 86 Finanzgerichtsordnung u. v. m.
Im Strafrecht ist die obersten Dienstbehörde zur Abgabe berechtigt,
im Sozialrecht die Landesregierung bei Landesbehörden,
die Bundesregierung bei Bundesbehörden.
Im Verwaltungsrecht kann erst einmal jede Behörde verweigern,
darüber entscheidet das zuständige Oberverwaltungsgericht, 
bei obersten Bundesbehörden das Bundesverwaltungsgericht.

## Strafverfahren
Im Strafprozess führt die Sperrerklärung, welche selbst im Verwaltungsrechtsweg überprüfbar ist, zunächst dazu, dass das jeweilige Beweismittel im Rechtssinne unerreichbar ist, so dass ein auf seine Verwertung abzielender Beweisantrag abgelehnt werden kann und die Nichtverwertung des Beweismittels keinen Verstoß gegen die richterliche Aufklärungspflicht begründet.
Soweit die Verteidigungsmöglichkeiten des Angeklagten hierdurch eingeschränkt werden, ist dies allerdings durch eine besonders vorsichtige Beweiswürdigung und die Anwendung des Grundsatzes in dubio pro reo zu kompensieren.